# Karl Bossard (Radsportler)
Karl Bossard (* 1907 in Wetzikon; † 1959) war ein Schweizer Radrennfahrer und nationaler Meister im Radsport.

## Sportliche Laufbahn
Von 1932 bis 1935 startete er als Berufsfahrer. 1929 gewann er im Querfeldeinrennen (heutige Bezeichnung Cyclosport) die nationale Meisterschaft. 1930 verteidigte er den Titel. 1931 war er erneut vor Paul Egli erfolgreich. Im Critérium international de cyclo-cross (dem Vorgänger der UCI-Weltmeisterschaften im Querfeldeinrennen) gewann er 1932 die Silbermedaille hinter Sylvère Maes. 1930 wurde er auf dem 7. Platz und 1934 auf dem 8. Rang klassiert. Bossard bestritt auch Strassenrennen, blieb darin aber ohne Erfolge.
Dreimal fuhr er die Tour de Suisse. 1933 wurde er 33., 1938 8. der Gesamtwertung und 1935 schied er aus.